# Музей Рами Гарипова
Музей Рами Гарипова — мемориальный дом-музей народного поэта Башкортостана Рами Гарипова. Музей расположен в деревне Аркаулово Салаватского района Республики Башкортостан. Полное название — Муниципиальное учреждение культуры и искусства «Музей Р. Гарипова» муниципального района «Салаватский район Республики Башкортостан» (Россия)

## История и описание музея
Музейная экспозиция повествует о жизни и творчестве народного поэта. За критическое отношение к советской национальной политике он подвергался преследованиям. Многие стихи остались неопубликованными при жизни поэта. Написанная в 1964 году поэма «1937» увидела свет лишь в 1987 году. Рами Гарипов посвятил стихи родному краю, природе и своим землякам. Автор также известен как мастер художественного перевода поэзии Пушкина, Лермонтова, Есенина, Блока, Гейне, Хаяма, Рудаки, Гамзатова и других писателей на башкирский язык.
Музей открыт в 1989 году. Здесь хранится много экспонатов основного фонда, среди которых привлекают внимание посетителей личные вещи, рукописи, стенгазеты и портреты поэта.
Музейный комплекс Рами Гарипова в деревне Аркаулово, является одним из культурных достопримечательностей Салаватского района. В музее хранится 330 экспонатов основного и более 240 экспонатов научно-вспомогательного фонда.
Основная деятельность музея — сохранение культурного наследия народного поэта Башкортостана Рами Гарипова, организации и проведении культурно-образовательных мероприятий, выставок. Рядом с домом установлен бюст поэта.